# Nationales Tarifsystem (Niederlande)
Das nationale Tarifsystem (NTS) der Niederlande ist ein landesweites Zonensystem für die Nutzung des öffentlichen Personennahverkehrs. Grundlage sind die seit Mai 1980 eingeführten Nationale vervoerbewijzen (Fahrkarten, kurz NVB) und besonders die nationalen Streifenkarten (Strippenkaart). In das nationale System einbezogen sind Metro (U-Bahn), Straßenbahnen, städtische und regionale Buslinien (Ausnahme sind einige Schnellbuslinien) und Züge auf ausgewählten Bahnstrecken. Im Umkreis der großen Städte Amsterdam, Den Haag und Rotterdam können alle regionalen Verkehrsmittel ähnlich einem Verkehrsverbund genutzt werden.  

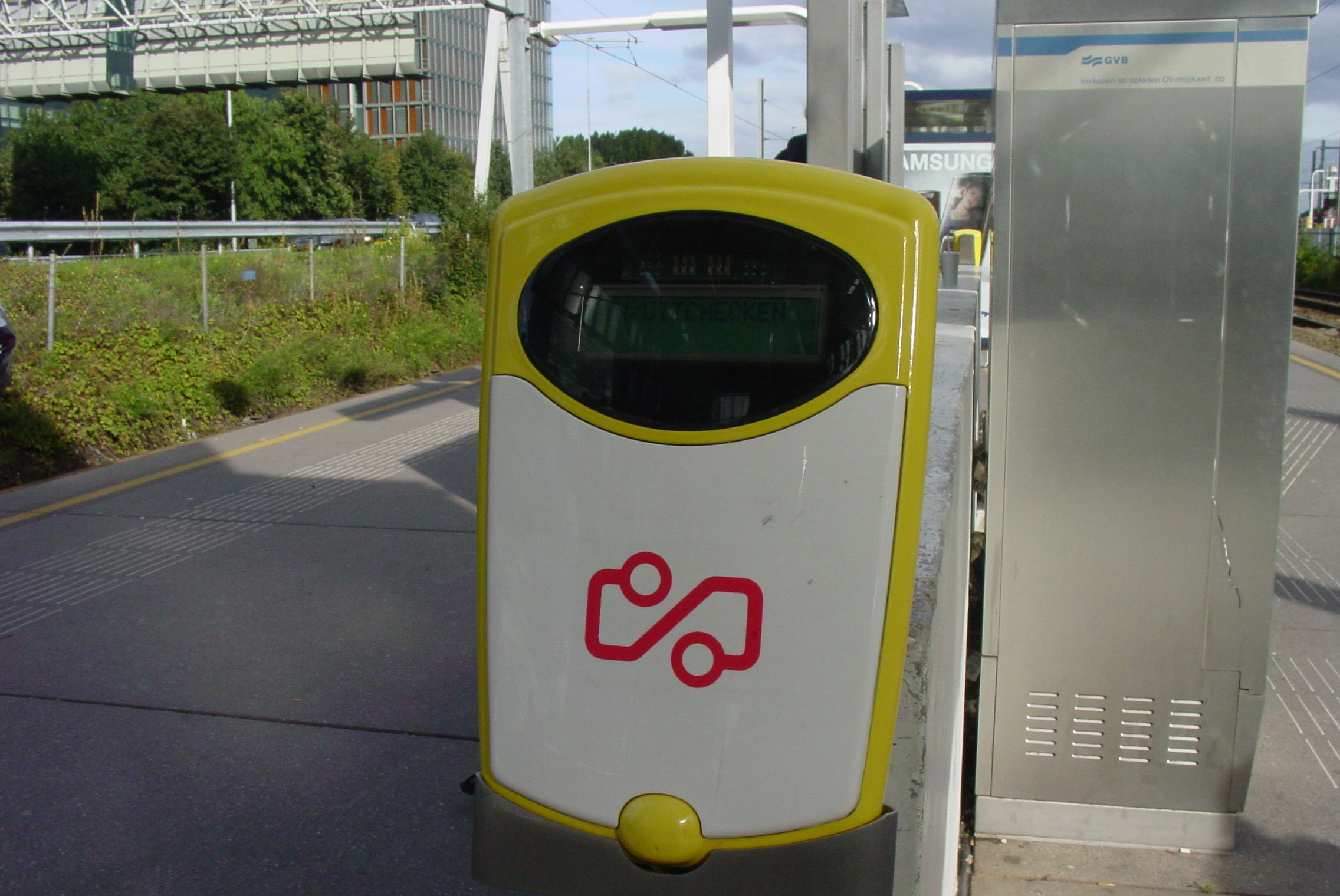
OV-Chipkarten-Lesegerät am Bahnhof Amsterdam Zuid

Für Reisen im Bahnverkehr der Nederlandse Spoorwegen sind meistens eigene Bahnfahrkarten (Ausnahme: OV-chipkaart) notwendig.
Verkauf und Organisation werden durch die Vervoerbewijzen Nederland BV (VBN) übernommen.

## Fahrkartenarten
- Wochen- und Monatskarten (Sterabonnement)
- Sommer-Tages-Karten im Juni, Juli und August (Zomerzwerfkaart)
- OV-Chipkarten (OV-chipkaart) („ov“ von openbaar vervoer → öffentlicher Verkehr) für Bus, Straßenbahn, Metro und Eisenbahn zur einmaligen Nutzung (Einzel- und Tageskarten) sowie als mehrere Jahre gültige Chipkarte in anonymer oder personengebundener Form, die sich mit einem Guthaben zur entfernungsabhängigen Abrechnung und mit Einzel-, Tages-, Wochen- und Monatskarten aufladen lässt. Die OV-Studentenkarte ist auch in allen Zügen in der 2. Klasse gültig (ICE International und Fyra mit Zuschlag, außer Thalys).
- Bis 2. November 2011 waren Streifenkarten mit 2, 3, 8, 15 oder 45 Streifen verfügbar. Rabattiert ab 15 Streifen. Pro durchfahrene Zone hatte der Fahrgast einen Streifen zuzüglich einen Basisstreifen pro Fahrt zu erwerben. Dieses System wurde durch die kilometerscharfe Abrechnung der OV-Chipkarte ersetzt.

## Gültigkeit im regionalen Bahnverkehr
- Groningen – Roodeschool (Arriva)
- Groningen – Delfzijl (Arriva)
- Groningen – Nieuweschans – Leer (Ostfriesland) (Arriva)
- Arnhem – Winterswijk (Keolis Nederland)
- Zutphen – Winterswijk (Keolis Nederland)
- Zutphen – Oldenzaal (Keolis Nederland)
- Zutphen – Apeldoorn (NS)
- Zwischen allen Stationen im Raum Amsterdam/Duivendrecht/Diemen (außer Schiphol)
- Zwischen allen Stationen in Den Haag, Rijswijk und Voorburg
- Maastricht Randwyck – Maastricht – Heerlen – Kerkrade (zwischen Heerlen und Kerkrade nur in Veolia-Zügen)
- Zwischen allen Stationen in Rotterdam, Capelle a/d IJssel, Schiedam und Vlaardingen
- Utrecht Overvecht – Utrecht Centraal – Utrecht Lunetten